# Бенгт Вестерлунд
Бенгт Еліс Вестерлунд (швед. Bengt Elis Westerlund, 17 січня 1921 — 4 червня 2008)[1] — шведський астроном, який спеціалізувався на спостережній астрономії.

## Життєпис
У 1954 році він здобув ступінь доктора філософії в Уппсальському університеті. У 1957 році Вестурлунда призначили астрономом на Уппсальській Південній станції Обсерваторії Маунт-Стромло в Австралії; там він проводив ґрунтовні дослідження південної частини Чумацького Шляху та Магелланових Хмар. У 1967 році він обійняв посаду астронома в Обсерваторії Стюарда в Аризоні, а в 1969 році був призначений директором Європейської південної обсерваторії (ESO) в Чилі, де працював до 1975 року. Після цього він повернувся до Швеції і став професором астрономії в Уппсальській астрономічній обсерваторії, звідки вийшов на пенсію в 1987 році.

## Робота
Астрономи цінували роботу Бенгта Вестерлунда з дослідження структури Чумацького Шляху та Магелланових Хмар. Вестерлунд зробив значний внесок у дослідження зоряних скупчень, зоряних популяцій, вуглецевих зір, планетарних туманностей, зір Вольфа — Рає, спектральної класифікації зір та залишків наднових. Вестерлунда вважали експертом з Магелланових Хмар, про які він написав книгу.

## Відкриття
Бенгт Вестерлунд відкрив або відкрив повторно три розсіяні скупчення — Westerlund 1, Westerlund 2 і Westerlund 3. Він також відкрив червоний надгігант WOH G64.

## Пам'ять
Коли Бенгт Вестерлунд пішов у відставку з професорської посади, на його честь назвали астероїд 2902 Вестерлунд, а у 2004 році на його честь назвали телескоп Вестерлунда в Уппсалі.